# Мыльники (Нежинский район)
Мыльники (укр. Мильники; до 1928 года — Мильники, в 1928—2016 гг. — Григоровка) — село, расположенное на территории Нежинского района Черниговской области (Украина).

## История
Село Мильники основано усилиями нежинских мещан, в 1450 году принадлежало Петровскому, вдова которого вышла замуж за нежинского войта Цурковского.
В 1648 г. король Владислав IV пожаловал Александра Петровича Цурковского, селения Кукшин с Колесниками и д. Мильники, права на них были подтверждены грамотами Богдана Хмельницкого и царской.
После смерти Цурковского эти имения и перешли к Тарасу Петровичу Забеле, после отобраны гетманом Иваном Самойловичем и переданы в войсковую область.
В 1688 г. гетман И. Мазепа универсалом перевел с. Мильникы под упорядочение Ветхориздвяной обители.
В 1692 г. с. Мильники снова были отданы сыновьям Тараса Петровича Забелы универсалом И.Мазепы и подтверждены царской грамотой в 1695 г.
Тарас Тарасович Забела (1670—1718), сотник борзенский, пережил своих детей, и завещал все свои имения, в том числе Кукшин, Колесники и Мильники, внукам.
В 1716—1782 годах село Мильники закреплено за Нежинской второй сотней, обновлённой гетманом Скоропадским.
В 1782 г. Мильники — во владении Нежинского Благовещенского монастыря.
В 1928 году с. Мильники переименовано в с. Григоровку.
В 2016 году в рамках проводимой политики декоммунизации получило название Мыльники.

## Население
В селе Мильники в 1788 году насчитывалось 45 дворов с населением 447 человек.
- Духовных: 5 мужского и 3 женского, включая детей.
- Военные: 14 мужского и 28 женского.
- Казённые подданные: 178 мужского и 170 женского.
- Подданные полковника Ивана Петровича Тернова: 25 мужского и 24 женского населения.

С 1757 за 31 год в деревне Мильники численность населения выросла на 52 %. С этого времени и до наших дней количество дворов и численность населения практически не изменялись, что обусловлено географическим положением селения.
- 1757 год — 293 человек (муж.: 116 + 36; жен.: 116 + 25).
- 1788 год — 447 человек (муж.: 192 + 30; жен.: 183 + 42).
- 1803 год — 409 человек (муж.: 153 + 53; жен.: 153 + 50).
- 1808 год — 394 человек (муж.: 185; жен.: 209).
- 1960 год — 348 человек.